# Tipula (Acutipula) epicaste
Tipula (Acutipula) epicaste is een tweevleugelige uit de familie langpootmuggen (Tipulidae). De soort komt voor in het Oriëntaals gebied.